# 常熟博物馆
常熟博物馆，又称常熟市博物馆，是中国江苏省常熟市的一座综合性博物馆，为国家一级博物馆。馆舍位于苏州常熟市虞山东麓北门大街1号，仲雍墓和言子墓旁。现馆址占地面积6000多平方米，建筑面积5500平方米，设有七个展厅及文物库房、办公楼、报告厅及辅助用房等。馆藏文物16000余件，以书画、陶瓷和玉器为主。2005年10月成立的“虞山派古琴艺术馆”（设于赵用贤宅）为其下属馆。

## 历史
1991年，常熟博物馆开始成立筹建,是当时全国范围内较早规划的县级博物馆。常熟博物馆正式对外开放于1997年9月28日。
2008年5月1日起，常熟博物馆率先在苏州地区实行免费开放，并于2009年获评国家二级博物馆。2020年升格为国家一级博物馆。
从2015年底开始，常熟博物馆投资60万元，对展馆进行改造，七大展厅都增加了高科技的展示手段。
在瓷器展厅，增加了裸眼三维成像系统，观众可以多角度近距离地观看瓷器精品，而大屏幕投影设备则向观众详细地介绍瓷器的知识。
展品下面的语音导览提示的标记，按下相应的数字键，就可以收听有关展品的相关信息。常熟市博物馆里有70多件馆藏精品的详细资料被输入到了这个语音导览系统内，观众只要拿着这个设备在博物馆里参观，凭着藏品编号，就能对藏品有全面的了解。

## 陈列

### 概况
常熟博物馆现拥有上至崧泽文化、良渚文化，下至新民主主义革命时期的各类文物16000余件（组），其中以书画、陶瓷、玉器三大类为主，现有国家一级文物21件、国家二级文物261件，藏品数量、等级均在全国同级博物馆中名列前茅。馆藏书画有155件被载入《中国古代书画目录》，良渚文化玉器、六朝青瓷以及明代官窑瓷器等文物连续几届入选“中国文物精华展”，并被编入图录。

### 书画

#### 王翚《仿古山水册》
清代著名书画家王翚的《仿古山水册》由绛云楼后人所捐。此册共二十开，是王翚早期刻意继承古人传统画法的代表作。其中，仿董源、范宽各二开，仿王维，关仝、高克明、李成、郭熙、王诜、宋徽宗、阎次平、李唐、刘松年、赵伯驹、赵大年、夏圭、黄公望、赵孟頫、王蒙各一开。

#### 王鉴 《仿古山水册》
清代书画家王鉴的《仿古山水册》由过云楼后人捐赠。此册一共十二开，作于丙子夏即崇祯九年（1636），五开设色，七开为墨笔。兼仿各家，面目虽不同而其用笔仍是中锋一派，疏豁明朗，设色清淡古雅，从中可窥知其成熟后画风之一斑。

### 玉器

#### 青玉御题“碧峰馆”诗山子
此玉制于清代，高20、宽29、厚7厘米。青玉，有赭黄色沁斑。文玩摆件。扁长体，随行而琢。正面通体浮雕亭阁、茅屋、长阶、松树及携琴访友等图案，上端正中铲平处琢御题“碧峰馆”七绝诗一首。背面部分带皮雕，饰有羊、鹿、鹤等二禽二兽。题材硕大，琢工精良。

#### 白玉透雕花鸟纹圆饰
此玉制于明代，其直径4.5、厚0.5厘米。1对2件。白玉，玉质莹润细腻。呈扁圆形，正面通体镂空透雕，上部琢一飞翔小鸟，周饰树及花草，叶脉纹清晰可见。图案布局繁褥，琢工精湛。背面留出边框从四周向内下凹。1994年西门外明嘉靖墓出土。 

#### 玻璃翠透雕雀梅牌
此玉制于清代，玉身长3.3、宽2.8、厚0.5厘米。玻璃翠种，质地透明，绿色纯正。通体镂空。两面纹饰相同。构思巧，琢工细。巧色琢出一株盛开的梅花和栖息枝头的喜鹊，寓意为“喜上眉梢”。

### 瓷器

#### 西晋青釉鸡首壶
器高8.6厘米、口径5.8厘米、底径5.2厘米。鸡首壶，又称鸡头壶、天鸡壶，以鸡首作流而得名。浅盘口，矮直颈，平底微凹。器形规整，瓷胎坚致，白中略带灰色。器身满施青灰色釉，釉层厚而均匀。上腹部模印带状网纹一周，其上堆贴模制的无颈尖嘴鸡头，相对处贴鸡尾，两侧各置泥条形系。此壶鸡头无流，纯作装饰之用。器形娇小，当为明器，从整体来看，该器典雅秀丽、温润沉静，其质地、造型、装饰都具有明显的时代特征。

#### 西晋青釉魂瓶
此瓶于1972年11月在大义公社小山大队出土。通高43.5厘米，口径11厘米，底径15.2厘米。釉色青绿，器表施半釉，砂底，胎呈灰色，整器堆塑楼阁、禽鸟、力士等。魂瓶又名谷仓罐，是专为随葬而烧造的与宗教信仰有关的明器，它由东汉的五联罐发展而来，至东晋时消失。

#### 西晋青釉虎子
灰白色胎，施青釉，釉色青中带灰，釉质莹润匀净，器身呈蚕茧形，头上扬，圆口平唇，上面堆塑眉眼、鼻耳。提梁作索纹圆条状，器身中部内缩，两侧刻划飞翼，前后腿部外鼓并以线条划出轮廓，显得强壮有力，四足卧伏腹下，整体形似一只蹲伏的狂虎。该器造型别致，姿态生动，是西晋青瓷中一件佳作。

## 参观信息

#### 开放时间
周二至周日于8：45-16：15开放，周一闭馆。
双休日、节假日照常开馆。

#### 门票价格
2008年5月18日起，常熟博物馆对全体公众免费开放。

#### 交通路线
乘坐公交车110、112、113、114、116、5、7、8、9路都可以到达常熟博物馆。